# 南興村 (臺東縣)

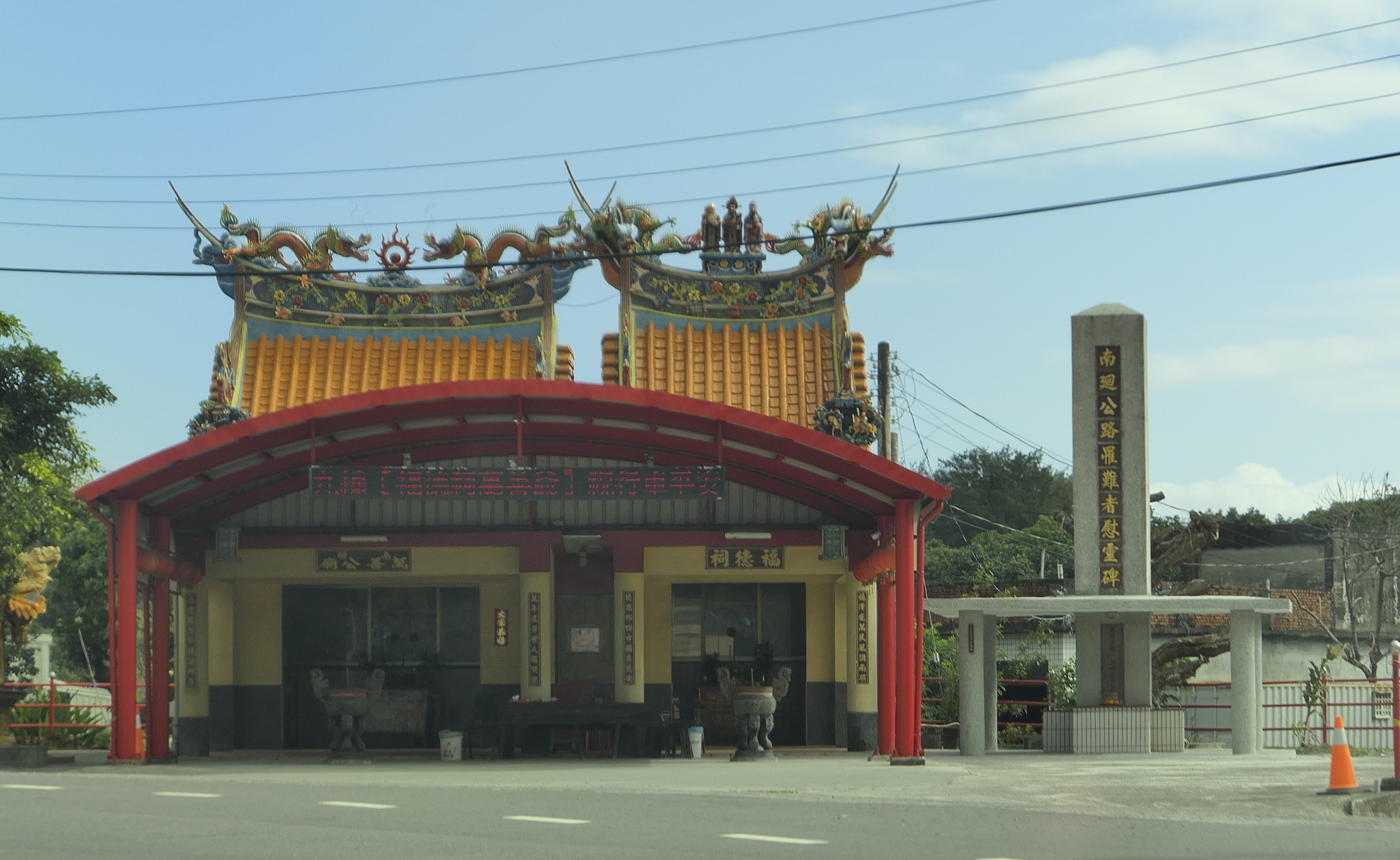
位於南興村南端的南迴公路罹難者慰靈碑與廟宇

南興村是臺灣臺東縣大武鄉所轄的5個村之一，位在大武鄉西南緣。人口643人，與尚武村、達仁鄉安朔村相鄰。

## 觀光
- 台東九龍山普陀聖境
- 排灣生活館[2]
- 曼陀山[3]

## 交通

### 公路
- 台9線南迴公路

### 客運
- 東台灣客運（原鼎東客運）
- 國光客運